# Cléber Arado
Cléber Eduardo Arado, mais conhecido como Cléber Arado ou Cléber (São José do Rio Preto, 11 de outubro de 1972 – Curitiba, 2 de janeiro de 2021), foi um futebolista brasileiro que atuou como atacante.

## Carreira
Iniciou a carreira no América-SP e atuou em clubes como: Ceará, Portuguesa, Guarani, Avaí, Coritiba, além do Mérida (Espanha) e Kyoto Sanga (Japão).
No Atlético Paranaense, assinou contrato quando retornou ao Brasil, depois de uma curta temporada na Espanha, porém, nunca jogou oficialmente no clube, pois fugiu do local onde o Atlético mantinha o time concentrado antes de uma partida, que seria a sua estréia, para assinar contrato com o rival e retornar ao  Coritiba. Com este fato e o título do paranaense de 1999, quando foi o artilheiro do campeonato, o jogador tornou-se um dos ídolos da torcida "coxa-branca".
Seu último contrato foi o Rio Preto, jogando assim, nos dois clubes da sua cidade natal, São José do Rio Preto.

## Morte
Morreu em 2 de janeiro de 2021, aos 48 anos, depois de 34 dias internado por complicações da COVID-19.

## Títulos
Mogi Mirim
- Campeonato Paulista da Série A2: 1995

Coritiba
- Campeonato Paranaense: 1999

Ceará
- Campeonato Cearense: 2002